# Košnica pri Celju
Košnica pri Celju este o localitate din comuna Celje, Slovenia, cu o populație de 590 de locuitori.